# Armen Igitowitsch Sakarjan
Armen Igitowitsch Sakarjan (russisch Армен Игитович Закарян; * 1989 in Semipalatinsk, Kasachische SSR, Sowjetunion) ist ein russischer Boxer im Halbweltergewicht.

## Werdegang

### Amateur
Sakarian wurde 2011 russischer U22-Meister im Halbweltergewicht.
2011 nahm er in Jerewan erstmals an einem internationalen Turnier teil und erkämpfte sich einen dritten Platz. Im Jahr darauf gewann er beim renommierten Bee-Gee-Turnier in Helsinki und wurde erstmals russischer Meister im Halbweltergewicht. 
Bei den Europameisterschaften 2013 in Minsk, gewann er die Goldmedaille im Halbweltergewicht, nachdem er auf dem Weg zum Titel Josh Taylor aus Schottland, Sam Maxwell aus England, Abdelmalik Ladjali aus Frankreich und Dmitri Galagot aus Moldawien besiegt hatte. Bei den Weltmeisterschaften 2013 in Almaty gewann er in der Vorrunde gegen Vadász András aus Ungarn, unterlag jedoch anschließend im Achtelfinale gegen den späteren Vizeweltmeister Yasniel Toledo aus Kuba.
In der Saison 2013/14 kämpfte Sakarian zwei Mal für das Russian Boxing Team in der World Series of Boxing und gewann beide Kämpfe.
Bei den Russischen Meisterschaften 2014 verlor Sakarian im Finale gegen Witali Dunaizew. Dafür gewann er die Russischen Meisterschaften 2015 in Samara.

### AIBA Pro Boxing
Seit dem Oktober 2014  startet Sakarian in dem neugegründeten Profibereich „APB“ des vom IOC anerkannten Weltverbandes AIBA. Im ersten Zyklus konnte Sakarian seine drei Kämpfe gegen Vyacheslav Kyslytsyn  (Ukraine), Artem Harutiunian (Deutschland) und Juan Pablo Romero (Mexiko) gewinnen und stand am 31. Januar 2015 im Finale der „APB“ im Halbweltergewicht in Nowosibirsk gegen den Harutiunian. Er gewann diesen Kampf mit dreimal 78:74 Punkten. Damit qualifizierte sich Sakarian für die Olympischen Spiele in Rio de Janeiro.